# Siergiej Efron

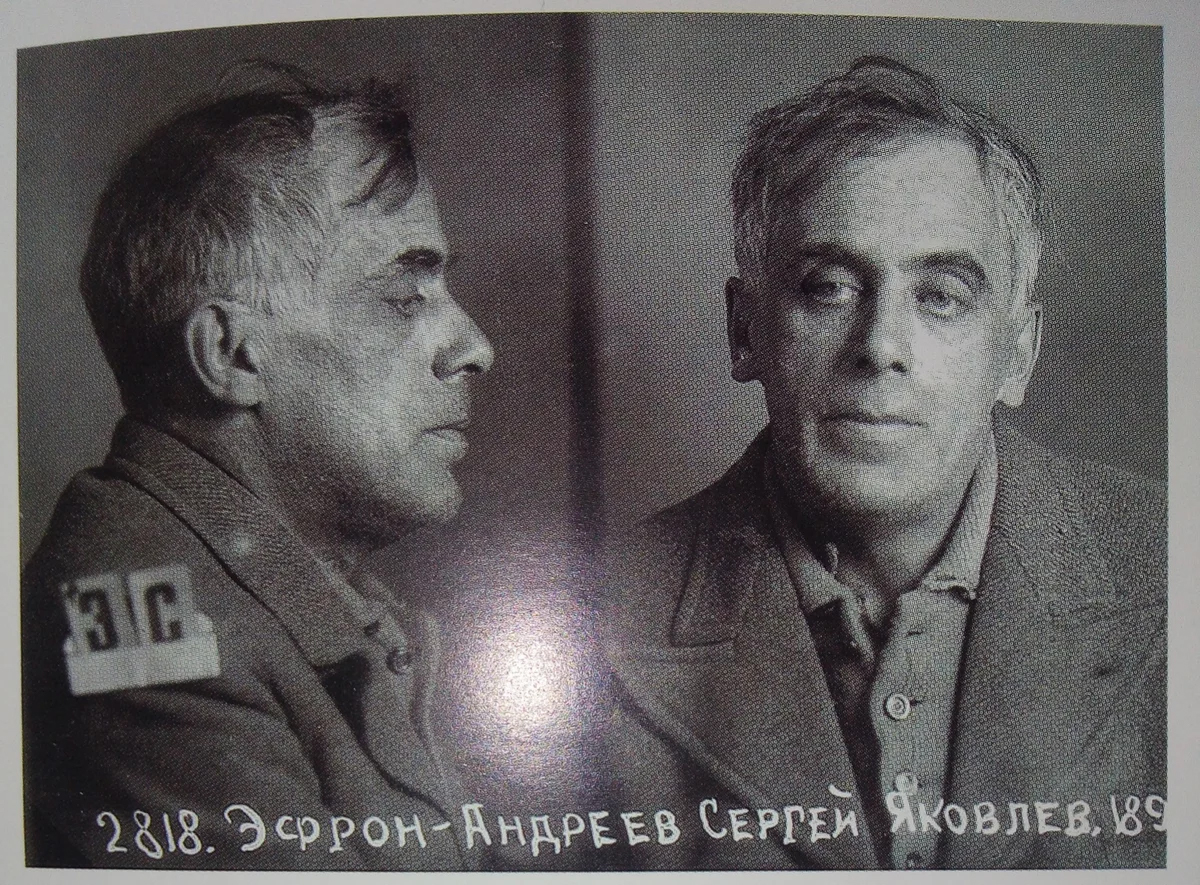
Siergiej Efron po aresztowaniu przez NKWD 1939

Siergiej Jakowlewicz Efron (ros. Сергей Яковлевич Эфрон, ur. 17 września?/29 września 1893 w Moskwie, rozstrzelany 16 października 1941 w miejscu egzekucji Kommunarka) – rosyjski publicysta, pisarz, w pewnym okresie agent NKWD za granicą. Prawdopodobnie uczestniczył w porwaniu gen. Millera do ZSRR i wielu innych zbrodniach. Po powrocie do ZSRR aresztowany przez NKWD i zamordowany. Mąż Mariny Cwietajewej, z którą miał córkę Ariadnę i syna.